# Alginet
Alginet là một đô thị ở comarca Ribera Alta cộng đồng Valencia, Tây Ban Nha. Đô thị này có diện tích 24,07 km², dân số thời điểm năm 2006 là 12499 người.